# Khui
Khui là một vị pharaon của Ai Cập cổ đại trong giai đoạn đầu thời kỳ Chuyển tiếp thứ nhất. Jürgen von Beckerath quy cho ông thuộc về vương triều thứ Tám.

## Tiểu sử
Sự chứng thực duy nhất của vị vua vô danh này là một khối đá có khắc đồ hình ông, nó được nhà Ai Cập học người Pháp Raymond Weill tìm thấy vào năm 1946-1948; Khối đá này được khai quật từ một ngôi mộ thuộc khu nghĩa địa của Dara gần Manfalut, ở miền Trung Ai Cập
 Một cấu trúc mai táng đồ sộ chiếm phần lớn khu nghĩa địa này và đã được quy cho vị vua vô danh trên một cách vội vàng (còn được gọi là Kim tự tháp của Khui), người ta còn cho rằng khối đá kia đến từ khu phức hợp tang lễ đã gần như đã biến mất của nó.
Ngày nay, có vẻ như Khui là một nomarch, ông đã tận dụng khoảng trống quyền lực tiếp sau sự sụp đổ của Cổ Vương quốc và tự xưng là vua, theo cùng cách thức của các vị vua Heracleopolite cùng thời đã sáng lập nên Vương triều thứ Chín.